# Аллозамидин

Структура аллозамидина. Варианты заместителей см. в таблице ниже

Аллозамиди́н — это природный псевдотрисахарид, который является ингибитором всех описанных ныне хитиназ семейства 18. Проявляет биологическую активность против насекомых, грибов, а также Plasmodium falciparum.
Впервые выделен из культур Streptomyces . Молекула аллозамидина состоит из N-ацетилзаминовых сахаров, объединенных между собой (аллозамизолин), циклопентитольной группы и оксазолина, несущего диметиламин.
Ингибирует деление клеток грибов  , передачу малярийного паразита Plasmodium falciparum   , развитие насекомых .
| Название вещества  | R1  | R2  | R3 | R4 |
| ------------------ | --- | --- | -- | -- |
| Аллозамидин        | CH3 | H   | OH | H  |
| Диметилаллозамидин | H   | H   | OH | H  |
| Метилаллозамидин   | CH3 | CH3 | OH | H  |
| Глюкоаллозамидин B | H   | CH3 | H  | OH |

Механизм ингибирования аллозамидином хитиназ семейства 18 изучен для хевамина , хитиназы B (ChiB) из Serratia marcescens  и хитиназы I из Coccidioides immitis . Ингибитор связывается с сайтами от −3 до −1, причём аллозамизолин занимает сайт −1. Несколько водородных связей и стекинг-взаимодействия с ароматическими остатками ответственны за прочное связывание аллозамидина с хитиназами семейства 18.
Необходимо отметить, что аллозамидин и его производные также способны прочно связываться с хитиназой макрофагов человека, что следует учитывать при изучении их фармакологических свойств .